# Eduardo Malta
Eduardo Augusto d'Oliveira Morais Melo Jorge Malta OSE (Covilhã, 28 de outubro de 1900 — Óbidos 31 de maio de 1967), mais conhecido como Eduardo Malta, foi um pintor português. Personalidade das mais discutidas da vida artística portuguesa, manteve-se fiel à pintura académica durante a sua carreira de pintor, não apreciando particularmente as correntes modernas.

## Biografia
Nasceu na Covilhã de uma família originária do Porto. Muito cedo foi morar para o Porto. O seu pai tinha um negócio de floricultura e era vizinho do pintor Cândido da Cunha. Foi este que influenciou o pai de Eduardo Malta a deixá-lo seguir a carreira artística. Foi aluno da Escola de Belas-Artes do Porto desde os 10 anos. Ainda como estudante conquistou vários prémios. Conquistou em 1936 o Prémio Columbano, e a medalha de ouro da Exposição Internacional de Paris de 1937. Ricardo Espírito Santo foi seu Mecenas. Expôs em Berlim, Paris e Londres.
Como ilustrador marcou lugar de destaque, contribuindo para dezenas e dezenas de livros, revistas, jornais, exposições e outros. Foi um dos organizadores, em conjunto com Augusto de Santa-Rita, do suplemento infantil do jornal O Século, Pim Pam Pum!  (1925-1978) e também se encontra colaboração artística da sua autoria nas revistas  Contemporânea (1915-1926) e Ilustração, iniciada em 1926.
Na sua extensa galeria de retratos, figuram nomes célebres nas letras e nas artes, como Teixeira de Pascoaes, Aquilino Ribeiro, Augusto de Castro, Amália Rodrigues Juan Belmonte e Manuel dos Santos; e na política, como Oliveira Salazar, Cardeal Cerejeira, o Presidente do Brasil Getúlio Vargas ou o político espanhol falangista José António Primo de Rivera.
A 31 de Maio de 1958 foi feito Oficial da Ordem Militar de Sant'Iago da Espada.
Foi director do Museu Nacional de Arte Contemporânea, em Lisboa, de 1959 a 1967. A sua nomeação foi muito contestada, incluindo um abaixo-assinado, devido à sua assumida oposição à arte moderna. Era também membro efectivo da Academia Nacional de Belas Artes e correspondente da Real Academia de San Fernando de Madrid.
Foi também escritor. Escreveu romances e contos e sobretudo livros sobre a sua arte e porcelana.

## Livros publicados
- O Papagaio Azul, contos infantis, 1925.
- Montanhas Russas, memórias, 1928.
- Do Meu Ofício de Pintor. Lisboa, Sociedade Industrial de Tipografia, 1935.
- No Mundo dos Homens, romance, 1936.
- Retratos e Retratados. Rio de Janeiro: A Noite, 1938.
- Vários Motivos de Arte.